# Kieron Achara
Kieron Robert Achara (Stirling, 3 luglio 1983) è un ex cestista britannico.

## Carriera
Con la Gran Bretagna ha disputato i Giochi olimpici di Londra 2012 e tre edizioni dei Campionati europei (2009, 2013, 2017).